# Adnan Januzaj
Adnan Januzaj (ur. 5 lutego 1995 w Brukseli) – belgijski piłkarz albańskiego pochodzenia występujący na pozycji pomocnika w hiszpańskim klubie Sevilli FC. Wychowanek FC Brussels, występował także w Anderlechcie zanim w 2011 roku, w wieku 16 lat, trafił do Manchesteru oraz do 2022 roku grał w Realu Sociedad. Pierwszą połowę sezonu 2015/16 spędził na wypożyczeniu w Borussii Dortmund. Został powołany na mundial 2018.

## Kariera klubowa
Januzaj rozpoczął swoją karierę w FC Brussels, jednak w 2005 roku, mając 10 lat, przeniósł się do Anderlechtu. Po udanym sezonie, w marcu 2011 roku, opuścił klub na rzecz Manchesteru United.
Pod koniec sezonu 2012/13 menedżer United sir Alex Ferguson przesunął Januzaja do pierwszego zespołu, przydzielając mu numer 44. Nie wystąpił w żadnym spotkaniu, usiadł jednak na ławce rezerwowych podczas ostatniego spotkania rozgrywek przeciwko West Bromwich Albion. Dzięki swoim występom otrzymał nagrodę dla najlepszego zawodnika drużyny rezerw. Przed sezonem 2013/14 został na stałe włączony do kadry pierwszej drużyny i udał się wraz z nią na przedsezonowe zgrupowanie w Azji, podczas którego zdobył bramkę w spotkaniu z Kitchee. Wyszedł także w podstawowym składzie podczas benefisowego meczu Rio Ferdinanda z Sevillą. United przegrało 1:3, jednak Januzaj asystował przy jedynym golu dla swojego zespołu.

„To wielka radość, mieć możliwość dołączenia do Manchesteru United. Odkąd tu trafiłem, ciągle czuję, że to odpowiedni klub dla mnie. Ten sezon jest dla mnie fantastyczny – wyjechałem na przedsezonowe zgrupowanie, zadebiutowałem w wygranym meczu o Tarczę Wspólnoty na Wembley, a następnie wskoczyłem do składu na mecz z Sunderlandem – to jest jak sen. Chcę ciężko pracować, by ugruntować swoją pozycję jako zawodnika Manchesteru United”.

11 sierpnia 2013 roku Januzaj oficjalnie zadebiutował w barwach klubu podczas meczu Tarczy Wspólnoty z Wigan Athletic, zastępując w 84. minucie Robina van Persiego. Miesiąc później, 14 września, zadebiutował w Premier League, gdy w 66. minucie wygranego 2:0 spotkania przeciwko Crystal Palace zmienił na boisku Ashleya Younga. 5 października 2013 roku Januzaj znalazł się w podstawowym składzie na mecz z Sunderland, który United wygrało 2:1, i zdobył dwie bramki. Starając się zniechęcić inne kluby, które mogłoby być zainteresowane ściągnięciem Januzaja po wygaśnięciu jego umowy w czerwcu 2014 roku, 19 października podpisał z Manchesterem United nowy, pięcioletni kontrakt. 3 grudnia został nominowany do nagrody BBC Young Sports Personality of the Year.
Januzaj został pominięty w zarejestrowanym we wrześniu 2013 roku wstępnym składzie Manchesteru na rozgrywki Ligi Mistrzów, co było dla mediów sporym zaskoczeniem. Ówczesny menedżer David Moyes przyznał później, że była to decyzja czysto taktyczna, mająca umożliwić klubowi zarejestrowanie dodatkowych zawodników. Januzaj nie znajdował się w klubie na tyle długo, by kwalifikować się do „Listy B”, w której w sezonie 2013/14 mogli znaleźć się gracze urodzeni po 1 stycznia 1992 roku, którzy byli uprawnieni do gry w klubie od co najmniej dwóch lat. Z tego powodu Januzaj musiałby zająć miejsce na zaledwie 25-osobowej „Liście A”, odbierając możliwość gry innemu piłkarzowi. Dopiero 7 października pojawiła się możliwość zarejestrowania Januzaja na „Liście B”, jednak w związku z tym nie mógł on wystąpić w dwóch pierwszych spotkaniach Manchesteru, u siebie z Bayerem 04 Leverkusen oraz wyjazdowym z Szachtarem Donieck. Mógł zagrać dopiero od trzeciego spotkania fazy grupowej, przeciwko hiszpańskiemu Realowi Sociedad, jednak nie wystąpił ani w nim, ani też w rewanżowym starciu z Bayerem. W rozgrywkach Ligi Mistrzów zadebiutował 10 grudnia 2013 roku podczas spotkania z Szachtarem w Manchesterze.
Na półmetku sezonu 2013/14 do Januzaja przylgnęła łatka symulanta, za co otrzymywał żółte kartki począwszy już od swojego debiutu z Sunderlandem w październiku 2014 roku. Za symulowanie ukarano go także w grudniu 2013 podczas spotkania z West Hamem United, gdy upadł na ziemię, mimo tego, że nie został zaatakowany przez Jamesa Collinsa. Trzecią żółtą kartkę otrzymał 1 stycznia 2014 roku w meczu z Tottenhamem Hotspur, co uczyniło go drugim najczęściej karanym za symulowanie graczem w Premier League, odkąd w 2008 roku wprowadzono sankcje za tego typu zachowanie. Kara wzbudziła jednak spore kontrowersje. Januzaj w prosty sposób dał się powalić Danny’emu Rose’owi, jednak część obserwatorów uznała, że Rose „nie był skupiony na piłce” i Januzaj nie symulował. David Moyes przyznał, iż wielokrotnie poruszał z Januzajem temat symulowania, jednak żądał także, by sędziowie z większą starannością chronili jego zawodnika od ataków nadgorliwych obrońców przeciwników.
31 sierpnia 2015 roku Januzaj został wysłany na roczne wypożyczenie do Borussii Dortmund, jednak już 7 stycznia 2016 roku podjęto decyzję o skróceniu wypożyczenia i powrocie piłkarza do Manchesteru.
12 sierpnia 2016 roku Januzaj ponownie udał się na wypożyczenie - tym razem na rok trafił do Sunderlandu, gdzie spotkał się ze swoim byłym szkoleniowcem z początków gry w Manchesterze United, Davidem Moyesem.
12 lipca 2017 roku podpisał kontrakt z Realem Sociedad.
31 sierpnia 2022 roku dołączył do drużyny Sevilli na zasadzie wolnego transferu z Realu Sociedad. 7 września zadebiutował w barwach hiszpańskiej drużyny wchodząc na boisko w meczu z Manchesterem City w pierwszej kolejce grupy G Ligi Mistrzów.
3 lutego 2023 roku Januzaj został wypożyczony na pół roku do İstanbulu Başakşehir.

## Kariera reprezentacyjna
Januzaj był uprawniony do gry w barwach Belgii z powodu swojego miejsca urodzenia, Albanii z powodu swojego pochodzenia, Turcji z powodu pochodzenia dziadków oraz Serbii z powodu spornego statusu ojczyzny jego rodziców – Kosowa. Mógł także występować w reprezentacji Kosowa, która do 2016 roku nie była członkiem FIFA, przez co też nie mogła występować w oficjalnych rozgrywkach i turniejach. W październiku 2013 roku selekcjoner reprezentacji Anglii, Roy Hodgson, wyjawił, że The Football Association zamierza śledzić sytuację Januzaja w celu powołania go w przyszłości Mimo medialnych dyskusji, Januzaj nie spełnia jednak wymogów niezbędnych do reprezentowania Anglii, które zostały nakreślone w Home Nations Agreement. Umowa ta mówi, że zawodnik, przed osiągnięciem osiemnastego roku życia, musi szkolić się w danym kraju przez minimum pięć lat i nie ma możliwości uprawnienia do gry w reprezentacji na podstawie stałego pobytu na terytorium państwa.

### Belgia
W czerwcu 2013 roku były selekcjoner reprezentacji Belgii U-18 i U-19, Marc Van Geersom, przyznał, że Januzaj kilkukrotnie odrzucał powołania do kadry Belgii, gdyż preferował grę w barwach Albanii, a nawet Kosowa.
7 października 2013 roku Marc Wilmots próbował powołać Januzaja na mecze eliminacyjne Mistrzostw Świata 2014 z Chorwacją i Walią, Januzaj odrzucił jednak powołanie, twierdząc, że nie podjął jeszcze decyzji. 16 października 2013 roku zasugerowano, że Januzaj mógłby zdecydować się na reprezentowanie Belgii, jeśli znalazłby się w składzie powołanym na Mistrzostwa Świata 2014.
23 kwietnia 2014 roku Wilmots oficjalnie ogłosił, iż Januzaj postanowił związać się z reprezentacją Belgii. Dzień później wiadomość tę potwierdził także menedżer samego piłkarza Dirk De Vriese.
13 maja 2014 roku Januzaj znalazł się w 24-osobowej wstępnej kadrze Belgii na Mistrzostwa Świata 2014. Dwa tygodnie później zadebiutował w narodowych barwach podczas towarzyskiego meczu z Luksemburgiem, który później został jednak z powodu zbyt dużej liczby przeprowadzonych zmian uznany przez FIFA za nieoficjalny. 3 czerwca znalazł się w ostatecznym składzie Belgii na Mistrzostwa Świata, a cztery dni później oficjalnie zadebiutował w jej barwach podczas wygranego 1:0 spotkania towarzyskiego z Tunezją. Wystąpił w barwach Belgii na Mistrzostwach Świata w Rosji, gdzie w meczu z Anglią, wygranym 1:0, strzelił swoją pierwszą reprezentacyjną bramkę.

## Statystyki kariery
(aktualne na 19 kwietnia 2023)
| Klub                      | Sezon              | Liga               | Liga  | Liga   | Puchar kraju | Puchar kraju | Puchar ligi | Puchar ligi | Europa | Europa | Inne  | Inne   | Suma  | Suma   |
| Klub                      | Sezon              | Liga               | Mecze | Bramki | Mecze ku     | Bramki       | Mecze       | Bramki      | Mecze  | Bramki | Mecze | Bramki | Mecze | Bramki |
| ------------------------- | ------------------ | ------------------ | ----- | ------ | ------------ | ------------ | ----------- | ----------- | ------ | ------ | ----- | ------ | ----- | ------ |
| Manchester United         | 2013/14            | Premier League     | 27    | 4      | 1            | 0            | 4           | 0           | 2      | 0      | 1     | 0      | 35    | 4      |
| Manchester United         | 2014/15            | Premier League     | 18    | 0      | 2            | 0            | 1           | 0           | –      | –      | –     | –      | 21    | 0      |
| Manchester United         | 2015/16            | Premier League     | 5     | 1      | 0            | 0            | 0           | 0           | 2      | 0      | –     | –      | 7     | 1      |
| Borussia Dortmund (wyp.)  | 2015/16            | Bundesliga         | 6     | 0      | 1            | 0            | –           | –           | 5      | 0      | –     | –      | 12    | 0      |
| Sunderland (wyp.)         | 2016/17            | Premier League     | 25    | 0      | 2            | 0            | 1           | 1           | –      | –      | –     | –      | 28    | 1      |
| Real Sociedad             | 2017/18            | Primera División   | 28    | 3      | 1            | 0            | –           | –           | –      | –      | –     | –      | 36    | 4      |
| Real Sociedad             | 2018/19            | Primera División   | 20    | 1      | 4            | 1            | –           | –           | –      | –      | –     | –      | 24    | 2      |
| Real Sociedad             | 2019/20            | Primera División   | 24    | 4      | 5            | 4            | –           | –           | –      | –      | –     | –      | 29    | 8      |
| Real Sociedad             | 2020/21            | Primera División   | 27    | 4      | 1            | 0            | –           | –           | 7      | 0      | 1     | 0      | 36    | 4      |
| Real Sociedad             | 2021/22            | Primera División   | 33    | 3      | 4            | 1            | –           | –           | 7      | 1      | –     | –      | 44    | 5      |
| Real Sociedad             | Łącznie            | Łącznie            | 132   | 15     | 15           | 6            | —           | —           | 20     | 2      | 1     | 0      | 168   | 23     |
| Sevilla FC                | 2022/23            | Primera División   | 2     | 0      | 1            | 0            | –           | –           | 3      | 0      | –     | –      | 6     | 0      |
| Istanbul Basakshir (wyp.) | 2022/23            | Süper Lig          | 5     | 0      | 1            | 0            |             |             | 2      | 1      |       |        | 8     | 1      |
| Ogólnie w karierze        | Ogólnie w karierze | Ogólnie w karierze | 220   | 20     | 23           | 6            | 6           | 1           | 34     | 3      | 2     | 0      | 285   | 30     |

## Sukcesy
Manchester United
- Tarcza Wspólnoty: 2013

Indywidualne
- Denzil Haroun Reserve Team Player of the Year: 2012/13
- Złota Piłka Blue Stars/FIFA Youth Cup: 2013

## Życie prywatne
Januzaj urodził się w Brukseli, dokąd jego rodzina wyemigrowała w 1992 roku, gdy ojciec Januzaja uciekał przed rekrutacją do Jugosłowiańskiej Armii. Ojciec Januzaja był najstarszym z sześciorga rodzeństwa z Istok w Kosowie. Wujkowie Januzaja, Januz i Shemsedin, należeli do Armii Wyzwolenia Kosowa, która walczyła o niepodległość podczas wojny domowej. Rodzina ze strony matki Januzaja została deportowana do Turcji przez jugosłowiańskie władze w ramach planu stłumienia albańskich zapędów nacjonalistycznych. Od czasu ogłoszenia przez Kosowo niepodległości w 2008 roku, Januzaj regularnie odwiedza latem swoich dalszych krewnych.